# Hekatón z Rhodu
Hekatón z Rhodu či Rhodský (řec. Ἑκάτων; asi 160 př. n. l. – 90 př. n. l.) byl starořecký filosof, jeden z představitelů tzv. středního stoicismu. Napsal řadu spisů, ale zachovalo se z nich jen několik zlomků.

## Život
O jeho životě nemáme téměř žádné zprávy. Pocházel z ostrova Rhodos a byl žákem stoického filosofa Panaitia. Spolu se svým učitelem působil i v Římě; jedno ze svých děl věnoval římskému politikovi.

## Dílo
Hekatón patřil ve své době k známým představitelům stoické filosofie. Díogenés Laertios zmiňuje v knize Životy, názory a výroky proslulých filosofů šest jeho spisů:
- Anekdoty (řec. Χρεῖαι)[4]
- O dobrech (řec. Περὶ ἀγαθῶν)[5]
- O cíli (řec. Περὶ τελῶν)[6]
- O ctnostech (řec. Περὶ ἀρεθῶν)[7]
- O vášních (řec. Περὶ παθῶν)[8]
- O neuvěřitelných výrocích (řec. Περὶ παραδόξων)[9]

Cicero ve svém spisu O povinnostech cituje z Hekatónovy knihy, která se též nazývala O povinnostech (tedy pravděpodobně řec. Περὶ ϰατήϰοντος).
Všechny Hekatónovy spisy se ztratily, zachováno je jen několik zlomků. Nalézají se v díle Díogena Laertia, v uvedené knize Cicerónově a dále v některých pracích Seneky, jmenovitě ve spisu O dobrodiních a v Listech Luciliovi.
Přestaneš se bát, přestaneš-li doufat.

Ptáš se, jaký pokrok jsem učinil? Začal jsem být sám sobě přítelem.

Ukážu ti, jak získat lásku bez kouzelného prostředku, bez nápoje z čarovných bylin, bez zaklínání nějaké čarodějnice: chceš-li být milován, miluj.
Hekatón z Rhodu